# インコタームズ
インコタームズ (Incoterms) とは、国際商業会議所 (International Chamber of Commerce: ICC) が策定した貿易条件の定義である。名称は Internationalの ‘In’, フランス語の Commerce (Trade) の ‘co’, それに 'Terms’ を組み合わせた略称。
1936年に初版が策定されて以来、商慣習の変化を反映して改正を重ねてきた。 インコタームズ2020は、2020年1月1日から発効した。
貿易取引における運賃、保険料、リスク（損失責任）負担等の条件に関する売主と買主の合意内容について、国によって用語の解釈に不一致があると貿易が円滑に行われないため、国際的に統一的な定義を取り決めたもの。
任意規則であるため、強制力はなく、貿易取引の契約書に「本契約で使用されている貿易条件は、インコタームズ2020によって解釈する」というような条項を入れることが一般的である。また、両当事者が合意すれば、例えば1990年度版に準拠することも自由にできる。
インコタームズの本文（和英対訳）は、国際商業会議所日本委員会で入手することができる。（外部リンク参照）

## 沿革
貿易取引において、価格を決めるために決めておかなければならない条件は、使用する通貨とその取引における費用計算の基準である。費用計算の基準とは、業務・責任の売り手と買い手の間での分担のことで、具体的には、輸送料、輸送保険料、通関費用、関税などの費用の分担をさす。各々の取引で都度決めてもよいが、多くの場合いくつかの典型的な基準のどれかに当てはまる。インコタームズではじめて定型の基準を決めたわけでは無く、インコタームズ以前にも類型化された基準があった。例えば、東京高商（現一橋大学）のブロックホイス（Prof. E. J. Blockhuys）教授は、1913年に出版された自著の中で19種類の費用計算基準に関する用語をあげている。そこには、「free on board」など現在使用されている貿易取引条件に通じるものも見ることができる。また、1920年に設立したICCは、1923年に「Trade Terms Definitions 1923」（Digest No. 43）、1929年に「Trade Terms 2nd 1929」（Brochure No. 68）として、当時の貿易定型取引条件の調査結果を発表している。
事実上の業界標準として定型条件があったとしても、それは完全な統一条件として確立したものではないので、当事者間の理解が常に全く同じかどうかはわからない。そこで各定型条件を明確に定義し、当事者間の紛争を回避するため、1936年にインコタームズが発表された。その後1953年、1967年、1976年に改訂が行われている。1980年の改訂では、FRC、DCP、CIPが追加されたが、これは複合一貫輸送（コンテナ輸送）が盛んになった時代背景と関係がある。また、このときの改訂で3文字の略号が決められた。これは自動データ処理での利便性を考慮した結果である。1990年の改訂では、4類型（Eグループ、Fグループ、Cグループ、Dグループ）に分類され、それにあわせて条件の呼称・略号も変更された。EDIの普及を反映して、電子データで書類がやり取りされることも想定した規定にされている。2000年の改訂では特に大きな変更は無かった。ただ、実務上の利便を考慮し、FAS条件における通関義務が買い手から売り手に移った。2010年の改訂では4類型は廃止され、バラ積み船用の規則（インコタームズ2000以前では「条件」）とそれ以外の規則の2類型に分けなおされた。また仕向地での受渡し条件を整理した。

## インコタームズ2000

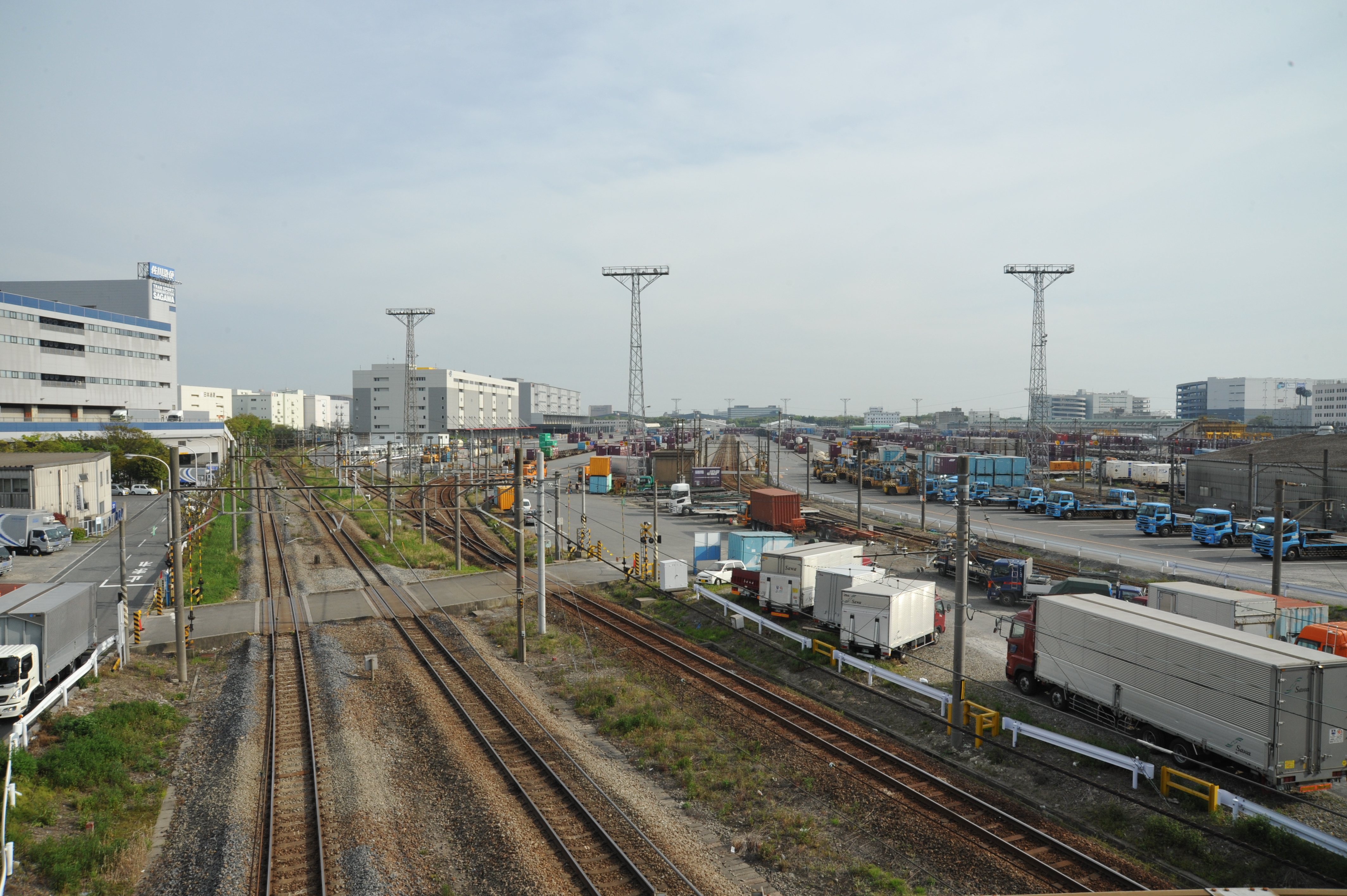
日本屈指の海上コンテナヤードや、関連施設が集まる大井埠頭・品川埠頭からの近距離に立地する、国内外を扱うコンテナヤードの一例。（東京貨物ターミナル駅）

2000年1月1日に発効したインコタームズ2000では、以下の13の貿易条件が定義され、E、F、CおよびDの四つのグループに分類された。グループの名前は略号の最初の文字で、それだけで条件の概要がわかるようにしてある。Dグループは揚地条件で、他は積地条件である。積地条件でも、Cグループは受け渡し後の費用（輸送費や保険料）も含まれることを意味する。

### Eグループ（出荷）
EXW (Ex Works)
出荷工場渡し条件。売主は、売主の敷地（工場）で買主に商品を移転し、それ以降の運賃、保険料、リスクの一切は買主が負担する。

### Fグループ（主要輸送費抜き）
FCA (Free Carrier)
運送人渡し条件。売主は、指定された場所（積み地のコンテナヤード等）で商品を運送人に渡すまでの一切の費用とリスクを負担し、それ以降の運賃、保険料、リスクは買主が負担する。
FAS (Free Alongside Ship)
船側渡し条件。売主は、積み地の港で本船の横に荷物を着けるまでの費用を負担し、それ以降の費用及びリスクは買主が負担する（売主は、船に積み込む必要はない）
FOB (Free On Board)
本船甲板渡し条件。売主は、積み地の港で本船に荷物を積み込むまでの費用を負担し、それ以降の費用及びリスクは買主が負担する。

### Cグループ（主要輸送費込）
CFR (C&F Cost and Freight)
運賃込み条件。売主は、積み地の港で本船に荷物を積み込むまでの費用及び海上運賃を負担し、それ以降の保険料及びリスクは買主が負担する。1990年のインコタームズ改正まではC&Fと呼ばれており、現在でもC&Fと呼ばれることがある。
CIF (Cost, Insurance and Freight)
運賃・保険料込み条件。売主は、積み地の港で本船に荷物を積み込むまでの費用、仕向け地までの海上運賃及び保険料を負担し、それ以降のリスクは買主が負担する。
CPT (Carriage Paid To)
輸送費込み条件。売主は、指定された場所（積み地のコンテナ・ヤード等）で商品を運送人に渡すまでのリスクと海上運賃を負担し、それ以降のコストとリスクは買主が負担する。CPT条件は保険をどちらが付保するのか決めていないが、通常リスクを負担する買主が付保する。
CIP (Carriage and Insurance Paid To)
輸送費込み条件。売主は、指定された場所（積み地のコンテナ・ヤード等）で商品を運送人に渡すまでのリスクと海上運賃、保険料を負担し、荷揚げ地からのコストとリスクは買主が負担する。

### Dグループ（配送）
DAF (Delivered At Frontier)
国境持ち込み渡し条件。売主は、指定された国境で商品を運送人に渡すまでのリスクとコストを負担する。陸上に国境がない日本では行われない条件。
DES (Delivered Ex Ship)
仕向港着船渡し条件。売主は、仕向港までの費用、海上運賃、保険料及びリスクを負担する。仕向港に着船した時点で所有権は買主に移転し、それ以降の費用（関税を含む）は買主が負担する。
DEQ (Delivered Ex Quay)
仕向港埠頭渡し条件。売主は、仕向港までの費用、海上運賃、保険料及びリスクを負担する。仕向港で荷降しした時点で所有権は買主に移転し、それ以降の費用（関税を含む）は買主が負担する。
DDU (Delivered Duty Unpaid)
仕向地持ち込み渡し・関税抜き条件。売主は、指定された目的地まで商品を送り届けるまでのすべてのコストとリスクを負担するが、輸入通関手続き及び関税については買い主が負担する。
DDP (Delivered Duty Paid)
仕向地持ち込み渡し・関税込み条件。売主は、指定された目的地まで商品を送り届けるまでのすべてのコスト（輸入関税を含む）とリスクを負担する。

## インコタームズ2010
2011年1月1日にインコタームズ2010が発効された。インコタームズ2010では、従来使用されていた「条件(Terms)」という用語を「規則（Rules）」という用語に置き換えている。また、国内取引にもこれらの規則が適用できることが明記された。
個別の条件については、従来4種類13条件だったものが、2種類11規則（条件）に改定された。2種類とは「あらゆる輸送形態に適した規則 （Rules for Any Mode or Modes of Transport）」および「海上および内陸水路輸送のための規則（Rules for Sea and Inland Waterway Transport）」 であり、条件については、従来のDAF、DES、DEQ、DDUの4条件が廃止され、DEQの代わりにDAT(Delivered At Terminal ターミナル持込渡し)、DAF、DES、DDUの代わりにDAP(Delivered At Place 仕向地持込渡し)が新設された。分類と規則については以下のとおりになっている。

### あらゆる輸送形態に適した規則
EXW (Ex Works)
出荷工場渡し条件。売主は、売主の敷地（工場）で買主に商品を移転し、それ以降の運賃、保険料、リスクの一切は買主が負担する。
FCA(Free Carrier)
運送人渡し条件。売主は、指定された場所（積み地のコンテナ・ヤード等）で商品を運送人に渡すまでの一切の費用とリスクを負担し、それ以降の運賃、保険料、リスクは買主が負担する。
CPT(Carriage Paid To)
輸送費込み条件。売主は、指定された場所（積み地のコンテナ・ヤード等）で商品を運送人に渡すまでのリスクと海上運賃を負担し、それ以降のコストとリスクは買主が負担する。CPT条件は保険をどちらが付保するのか決めていないが、通常リスクを負担する買主が付保する。
CIP(Carriage and Insurance Paid To)
輸送費込み条件。売主は、指定された場所（積み地のコンテナ・ヤード等）で商品を運送人に渡すまでのリスクと海上運賃、保険料を負担し、荷揚げ地からのコストとリスクは買主が負担する。
DAT (Delivered At Terminal)
ターミナル持込渡し。指定された目的地（ターミナル）までのコストとリスクを売主が負担するが、当該仕向地での輸入通関手続き及び関税は買主が負担する。売主は荷降しして貨物を引き渡す。ターミナルとは、埠頭や倉庫、陸上・鉄道・航空輸送ターミナルを意味する。
DAP (Delivered At Place)
仕向地持込渡し。DATとほぼ同様であるが、引渡しはターミナル以外の任意の場所における車上・船上であり、荷降しは買主が行う。
DDP (Delivered Duty Paid)
仕向地持ち込み渡し・関税込み条件。売主は、指定された目的地まで商品を送り届けるまでのすべてのコスト（輸入関税を含む）とリスクを負担する。

### 海上および内陸水路輸送のための規則
FAS (Free Alongside Ship)
船側渡し条件。売主は、積み地の港で本船の横に荷物を着けるまでの費用を負担し、それ以降の費用及びリスクは買主が負担する（売主は、船にまで積み込む必要はない）
FOB (Free On Board)
本船甲板渡し条件。売主は、積み地の港で本船に荷物を積み込むまでの費用を負担し、それ以降の費用及びリスクは買主が負担する。
CFR (C&F Cost and Freight)
運賃込み条件。売主は、積み地の港で本船に荷物を積み込むまでの費用及び海上運賃を負担し、それ以降の保険料及びリスクは買主が負担する。1990年のインコタームズ改正まではC&Fと呼ばれており、現在でもC&Fと呼ばれることがある。C&FからCFRへと名称が変更されたのは、コンピューターの普及に伴い、Shiftのキー操作を必要とする「&」を名称の中に使用することを避けたためである。
CIF (Cost, Insurance and Freight)
運賃・保険料込み条件。売主は、積み地の港で本船に荷物を積み込むまでの費用、海上運賃及び保険料を負担し、それ以降のリスクは買主が負担する。
なお、FOB, CFR, CIFについての引渡し時点は、「本船の手すりを越える時点」から、「船上に貨物を置いた時点」に変更された。FAS, FOB, CFR, CIFについては、洋上転売の引渡しについても「貨物を入手することにより（by procuring the goods）」という表現で新たに明記されている。

### インコタームズ2010でのコスト負担割当
|     | 輸出税関への申告 | 輸出港までの 運搬 | 輸出港での トラック荷下 | 輸出港での 積込 | 海上・航空 運送 | 輸入港での 荷下し | 輸入港での トラック積込 | 受取先への 輸送 | 海上保険 | 輸入通関 | 輸入関税 |
| EXW | 買主             | 買主              | 買主                    | 買主            | 買主            | 買主              | 買主                    | 買主            |          | 買主     | 買主     |
| FCA | 売主             | 売主              | 買主                    | 買主            | 買主            | 買主              | 買主                    | 買主            |          | 買主     | 買主     |
| FAS | 売主             | 売主              | 売主                    | 買主            | 買主            | 買主              | 買主                    | 買主            |          | 買主     | 買主     |
| FOB | 売主             | 売主              | 売主                    | 売主            | 買主            | 買主              | 買主                    | 買主            |          | 買主     | 買主     |
| CFR | 売主             | 売主              | 売主                    | 売主            | 売主            | 売主              | 買主                    | 買主            |          | 買主     | 買主     |
| CIF | 売主             | 売主              | 売主                    | 売主            | 売主            | 売主              | 買主                    | 買主            | 売主     | 買主     | 買主     |
| CPT | 売主             | 売主              | 売主                    | 売主            | 売主            | 売主              | 売主                    | 売主            |          | 買主     | 買主     |
| CIP | 売主             | 売主              | 売主                    | 売主            | 売主            | 売主              | 売主                    | 売主            | 売主     | 買主     | 買主     |
| DAT | 売主             | 売主              | 売主                    | 売主            | 売主            | 売主              | 売主                    | 売主            |          | 買主     | 買主     |
| DAP | 売主             | 売主              | 売主                    | 売主            | 売主            | 売主              | 売主                    | 売主            |          | 買主     | 買主     |
| DDP | 売主             | 売主              | 売主                    | 売主            | 売主            | 売主              | 売主                    | 売主            |          | 売主     | 売主     |

## インコタームズ2020
2020年1月1日にインコタームズ2020が発効された。2010との違いとして責任分界、費用分担、付保範囲等の7項目が前書きに列挙されている。
規則 DPU (Delivered at Place Unloaded = 荷卸込持込渡し) が新設され、2010 の DAT (Delivered at Terminal = ターミナル持込渡し) を置き換えた。 2010 の DAT は、それまでの DEQ (Delivered Ex Quay = 仕向港埠頭渡し) を置き換えて新設された規則であった。これらの規則は DPU Tokyo のように仕向地（または仕向港）を付記して使用する。

## その他
貿易取引条件を言い表す場合に、「FOB Tokyo」などというように、指定場所、仕向地などを付記して使われる。FOB Tokyo であれば、東京（東京港）にある本船に積み込まれた時点で費用負担の義務とリスクが買主に移転される（インコタームズ2010の場合）、という意味になる。
従来、貿易実務上FOB、CFR(C&F)、CIFがよく用いられてきた。これらはバラ積み貨物の海上輸送に対する条件である。現在主流となっている海上コンテナ貨物の場合は、コンテナヤードまたはコンテナフレートステーションにおいて運送人に引き渡した時点を費用とリスクの移転の基準とするFCA、CPT、CIPを用いることが適当である。コンテナの中身の個々の貨物について本船に積み込む時点で仕切るのは実際的でないからである。しかし、長年の貿易業界の慣行から、コンテナ取引でも依然としてFOB、CFR、CIFと記載されることがある。この場合、これらの条件はそもそもインコタームズでは解釈できない場合も多く、また、コンテナ諸掛をどちらか負担するかなどの点は別途契約書で取り決めておく必要がある。航空貨物輸送に用いることも同様にインコタームズが想定しているケースではない。
インコタームズの諸条件の規定に基づいて輸送総費用を計算する（価格を建てる）ことから、貿易諸条件を建値ともいう。ただし、建値といった場合には、必ずしもインコタームズが規定する条件ばかりとは限らない。
インコタームズ以外の貿易条件の定義としては、「1941年改正米国貿易定義」 (Revised American Foreign Trade Definitions of 1941) があるが、同じ言葉でもインコタームズと定義が異なる場合があり（例：インコタームズでは、FOBは「本船渡し」を意味するが、改正米国貿易定義では船に限らず、指定された場所で渡すことを意味する）、注意が必要である。